# Омонди, Джеймс
Джеймс Омонди (англ. James Omondi; род. 17 февраля 1958) — кенийский боксёр, представитель тяжёлой весовой категории. Выступал за национальную сборную Кении по боксу в первой половине 1980-х годов, победитель и призёр многих турниров международного значений, участник летних Олимпийских игр в Лос-Анджелесе.

## Биография
Джеймс Омонди родился 17 февраля 1958 года.
Первого серьёзного успеха на взрослом международном уровне добился в сезоне 1980 года, когда вошёл в основной состав кенийской национальной сборной и побывал на Кубке короля в Бангкоке, откуда привёз награду серебряного достоинства — в решающем поединке тяжёлой весовой категории был остановлен советским боксёром Петром Заевым. Также в этом сезоне выиграл Золотой кубок Кении в Найроби, принял участие в матчевых встречах со сборными Англии и ФРГ, в частности дважды встретился с известным немецким боксёром Петером Хуссингом — оба раза уступил ему по очкам.
В 1982 году одержал победу на чемпионате Восточной и Центральной Африки в Булавайо.
В 1983 году дошёл до четвертьфинала на Кубке мира в Риме, проиграв досрочно эквадорцу Луису Кастильо.
В 1984 году взял бронзу на Кубке короля в Бангкоке и благодаря череде удачных выступлений удостоился права защищать честь страны на летних Олимпийских играх в Лос-Анджелесе. Был знаменосцем кенийской сборной на церемонии открытия Игр, однако уже в стартовом поединке категории до 91 кг единогласным решением судей потерпел поражение от итальянца Анджело Музоне и сразу же выбыл из борьбы за медали.
После лос-анджелесской Олимпиады Омонди ещё в течение некоторого времени оставался в составе боксёрской команды Кении и продолжал принимать участие в различных международных турнирах. Так, в 1985 году он боксировал в рамках матчевой встречи со сборной ФРГ, выиграв по очкам у немецкого боксёра Франка Цебеля.
В 1995 и 1998 годах дважды выступал на профессиональном уровне, но оба поединка проиграл по очкам.